# حمحم قزمي
حمحم قزمي (الاسم العلمي:Borago pygmaea) هو نوع من النباتات يتبع جنس الحمحم من الفصيلة الحمحمية.